# Bengt Strömberg
Bengt Strömberg, född den 12 april 1909 i Göteborg, död den 8 juli 1979 i Nice, var en svensk präst. Han var dotterson till Peter Rydholm, son till Edvard Strömberg och far till Stefan Strömberg.

## Biografi
Strömberg avlade filosofie kandidatexamen vid Göteborgs högskola 1931, teologie kandidatexamen vid Lunds universitet 1934 och teologie licentiatexamen där 1940. Han promoverades till teologie doktor i Lund 1944 och var docent i praktisk teologi med kyrkorätt 1944–1953 och från 1963. Strömberg prästvigdes 1934 och var kyrkoherde i Svenska Sofiaförsamlingen i Paris 1953–1974. Han blev prost honoris causa. Strömberg var ordförande i Laurentiistiftelsens styrelse 1938–1952 och blev hedersledamot där 1953. Han fungerade som stiftelsens förste föreståndare. Strömberg blev ledamot av Nordstjärneorden 1961. Han vilar på Norra kyrkogården i Lund.